# Wassiou Oladipupo
Wassiou Okalawom Oladipupo est un footballeur international béninois né le 17 décembre 1983 à Abomey au Bénin. Il est originaire du Nigeria et joue au poste de milieu de terrain avec le Soleil Football Club. Il pèse 74 kg et mesure 1,75 m.

## Biographie
En janvier 2009, le joueur fait des essais non concluants avec le Stade tunisien.
Wassiou Oladipupo honore 12 sélections avec l'équipe du Bénin et participe à la Coupe d'Afrique des nations 2004 et 2008.

## Carrière
- 2002-2003 : Jeunesse sportive de Pobé (D1,  Bénin)
- 2003-2005 : Al Olympic Zaouia (D1,  Libye)
- 2005-2008 : JS Kabylie (D1,  Algérie)
- 2009-2012 : Soleil Football Club (D1,  Bénin)
- 2012-2013 : Mohammedan SC (D1,  Bangladesh)[1],[2]

## Palmarès
- Champion de Libye en 2004 avec l'Al Olympic Az-Zawiyah
- Champion d'Algérie en 2006 et 2008 avec la Jeunesse sportive de Kabylie